# Tadeusz Grzegorzewski
Tadeusz Wojciech Grzegorzewski (ur. 19 czerwca 1941 w Rychwale) – polski lekkoatleta, wieloboista.
Specjalizował się w dziesięcioboju. Wystąpił w tej konkurencji na mistrzostwach Europy w 1966 w Budapeszcie, gdzie zajął 19. miejsce.
Był trzykrotnym mistrzem Polski w dziesięcioboju w 1964, 1966 i 1967 oraz dwukrotnym wicemistrzem w 1965 i 1968.
21 maja 1967 ustanowił rekord Polski w dziesięcioboju rezultatem  7241 p. (według ówczesnej punktacji).
W 1968 wystąpił w meczu reprezentacji Polski z Włochami, zajmując 3. miejsce w dziesięcioboju.
Rekord życiowy Grzegorzewskiego w dziesięcioboju wynosi 7108 punktów (według ówczesnej punktacji 7275 punktów, 19 sierpnia 1967, Chorzów).
Był zawodnikiem Legii Warszawa.